# Mount Shear
Mount Shear är ett berg i Antarktis. Det ligger i Västantarktis. Chile gör anspråk på området. Toppen på Mount Shear är 4 014 meter över havet, eller 355 meter över den omgivande terrängen. Bredden vid basen är 2,1 km.
Terrängen runt Mount Shear är varierad. Shear ligger uppe på en höjd som går i nord-sydlig riktning. Trakten är obefolkad. Det finns inga samhällen i närheten. 